# Ствольный приказ
Ствольный приказ (Ствольная палата) — один из приказов Русского царства, ведал изготовлением стволов для ручного огнестрельного оружия. Функционировал с 1648 по 1666 гг.; на протяжении значительной части своего существования был подведомственен главе Оружейного приказа. Приказ ствольного дела (Ствольный приказ) в основном ведал ружейными и пистолетными стволами.

## История

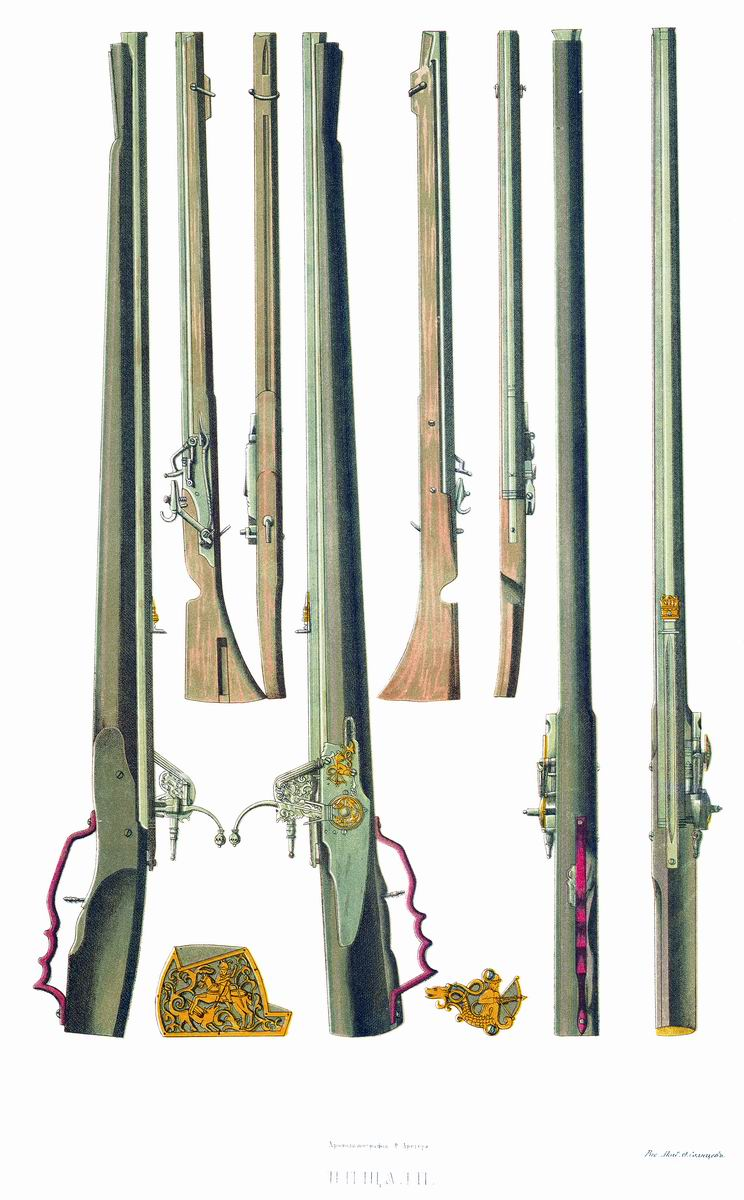
Затинная (большая) и казачья завесная (малая) пищали

К середине XVII в. по сведениям, приведённым Ю. В. Арсеньевым, производство стрелкового оружия в основном сосредотачивается в Москве, в мастерских «старого» Бархатного двора в Кремле, а также в Стрелецком и Пушкарском приказах. На Бархатном дворе было собрано до 200 казённых кузнецов, ствольных заварщиков и станочников, а также оборудованы кузницы и мастерские. С 1648 г. данное оружейное производство стало называться «Ствольным приказом». В Ствольном приказе изготавливались пищали, стрелецкие винтованные с русскими замками и пищали казачьи завесные с казачьими замками, сабли, копья и бердыши, а также производился ремонт огнестрельного и холодного оружия стрелецких полков и полков иноземного строя. По мнению Арсеньева, большинство оружия, с которым русское войско начало войну с Польшей в 1654 г., было изготовлено именно в мастерских Ствольного и Оружейного приказов.
Из приводимых Арсеньевым сведений от Г. К. Котошихина следует, что Ствольный приказ с момента своего основания находился в ведении Оружейного приказа. В 1666 г. Ствольный приказ был поглощён Оружейной палатой, ставшей к тому времени играть в том числе и управленческую роль, чему также способствовало и их руководство общим начальством (см. ниже п. 6). В частности, С. П. Орленко утверждал даже наличие у Оружейной палаты определённых контрольных функций, так как её мастера «периодически… отправлялись в Ствольный приказ для технологического контроля, исправления и приёмки строевого оружия».

## Главы Ствольного приказа[9]
1. 1646/47—1648/49 гг. — боярин Григорий Гаврилович Пушкин;
 — дьяки: Семён Звягин (1647 г., после 4 апреля); Меркурий Крылов (1648/49 г.).
2. 1652/53 г. — окольничий Богдан Матвеевич Хитрово;
 — Андрей Васильевич Сонин;
 — дьяки: Фёдор Иванов (1652 г., 29 сентября); Богдан Арефьев.
3. 1653 г., 21 сентября — стольник Афанасий Иванович Матюшкин;
 — дьяки: Фёдор Иванов; Богдан Арефьев.
4. 1653 г., 29 ноября — боярин Григорий Гаврилович Пушкин;
 — окольничий князь Иван Андреевич Хилков;
 — стряпчий Афанасий Иванович Нестеров;
 — дьяки: Фёдор Иванов (до 1654 г., 5 мая); Богдан Арефьев.
5. 1656 г., 24 января — 1658 г., 10 февраля — боярин Илья Данилович Милославский;
 — столоначальник Афанасий Иванович Нестеров:
 — дьяк Богдан Арефьев — одновременно был дьяком Оружейной палаты.
6. 1658/59—1665/66 гг. — окольничий Богдан Матвеевич Хитрово;
 — столоначальник Афанасий Иванович Нестеров С 1660 г. — одновременно товарищ управлявшего Оружейной палатой Б. М. Хитрово;
 — дьяки: Богдан Арефьев (до 1663 г., 1 сентября); Ларион Иванович Иванов (с 1664 г., 1 марта) — одновременно был дьяком Оружейной палаты.